# Geoff Charles
Geoff Charles (28. ledna 1909, Brymbo – 7. března 2002) byl velšský fotoreportér. Jeho sbírka více než 120 000 snímků je archivována a digitalizována Velšskou národní knihovnou.

## Životopis

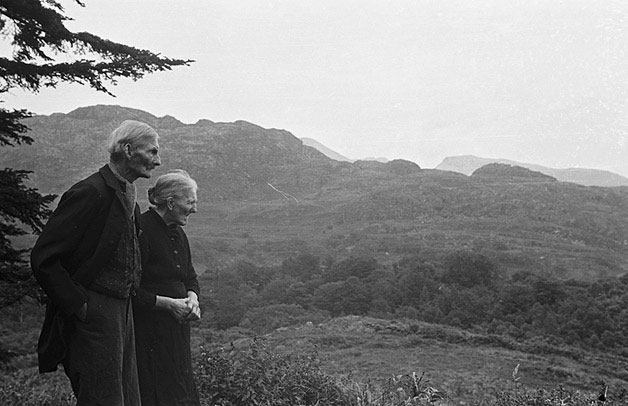
Básník a farmář Richard Griffith (Carneddog) a jeho manželka Catrin, než opustili svou horskou farmu ve Snowdonii

Geoff Charles se narodil poblíž Wrexhamu v malé komunitě Brymbo v roce 1909. Navštěvoval Grove Park School ve Wrexhamu, kde získal inspiraci ke studiu žurnalistiky od svého učitele, který si všiml, že má talent na psaní.:s.p.2 Pokračoval ve studiu na Londýnské univerzitě, kde v roce 1928 získal prvotřídní žurnalistický diplom. Pracoval během třicátých let, kdy deprese znamenala, že pro mnohé bylo obtížné získat práci. Pracoval pro redakci Wrexham Star, kterou nezaměstnaní prodávali za cent za kopii. Za své výdělky si mohl koupit svůj první fotoaparát Thornton-Pickard, který používal skleněné desky o velikosti 3,5 x 2,5 palce.
Charles se podílel na jednom z investigativních případů Wrexham Star, kdy se po katastrofě v roce 1934 propašoval do místnosti s lampami Gresfordského dolu. Když spočítal počet chybějících lamp a helem horníků, zjistil, že tehdejší zveřejněná verze 100 ztracených horníků byla významným podceněním. Skutečné ztráty bylo 266 lidských životů a Charles na toto téma vydal zvláštní vydání.
V březnu 1936 převzal Wrexham Star Wrexhamský inzerent, který pro Charlese fungoval dobře. Bylo mu nabídnuto místo vedoucího fotografického oddělení Woodallsových novin. Poté odešel řídit Montgomeryshire Express, kde se setkal s reportérem jménem John Roberts Williams. Oba později společně pracovali ve velšských novinách Y Cymro, a společně natáčeli, produkovali a režírovali jeden z prvních filmů natočených ve velštině (Yr Etifeddiaeth, Dědictví).
Charles strávil válečná léta prací na zlepšování zemědělských postupů na základě dostupných nejnovějších informací. Po válce znovu odešel pracovat do společnosti Y Cymro, kde byl redaktorem John Roberts Williams. Charles pokračoval v dokumentování života prostřednictvím fotografie a jeden z jeho nejznámějších snímků byl použit na obálku knihy Ioana Robertsa o Charlesi – básníka a farmáře Carneddoga, který se musel odstěhovat ze své horské farmy poblíž Beddgelertu. Tento snímek byl publikován v Y Cymro v roce 1945. Charles pořídil mnoho fotografií velšského života, včetně mnoha kulturních festivalů zvaných eisteddfodau (eisteddfods). Dokumentoval také ztrátu komunity Capel Celyn žijící v údolí podél řeky Tryweryn, která byla ztracena, když byla zatopena, aby se vytvořila vodní nádrž Llyn Celyn pro Liverpool. Dokumentoval protest v roce 1956, kdy demonstranti podporující ohroženou komunitu odcestovali do Liverpoolu na politická jednání.

## Archivace snímků
Charlesova sbírka 120 000 negativů byla věnována Waleské národní knihovně, kde zůstaly až do 90. let, kdy se zjistilo, že fotografické negativy na triacetátovém filmu se ničí kvůli chemické reakci. Celulóza se rozpadala a vznikala kyselina octová (octový syndrom), která by časem obraz zničila. Byla vyvinuta technika, která umožnila oddělení obrazu od želatiny a celulózy a tyto byly poté nahrazeny novým polyesterovým povrchem. Snímky byly naskenovány při rozlišení 1200 dpi pro zobrazení na webových stránkách knihovny při rozlišení 75 dpi, „[vyhovující] rozlišení počítačových monitorů; také brání nelegálnímu kopírování“.:s.p.5 Bylo navrženo, aby byly obrázky zařazeny do databáze Europeana, dostupné na základě licence od National Library of Wales.
V srpnu 2011 byla v Y Lle Celf (pavilon umění a řemesel) ve Welsh National Eisteddfod ve Wrexhamu uvedena výstava fotografií Geoffa Charlese.

## Galerie

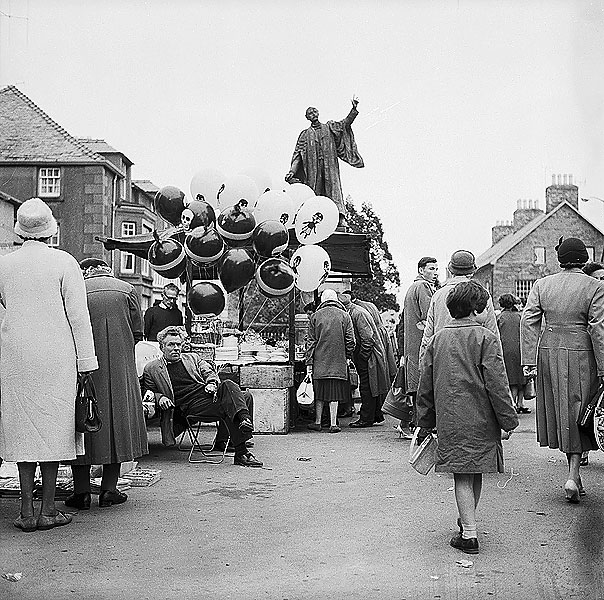
Trhy v obci Bala, podzim 1963
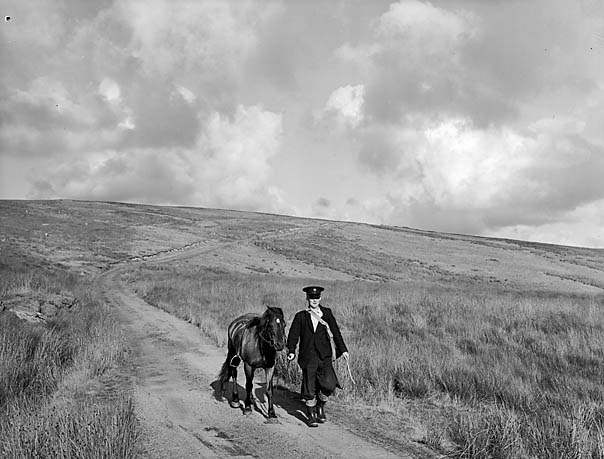
Pošťák a jeho kůň, září 1955
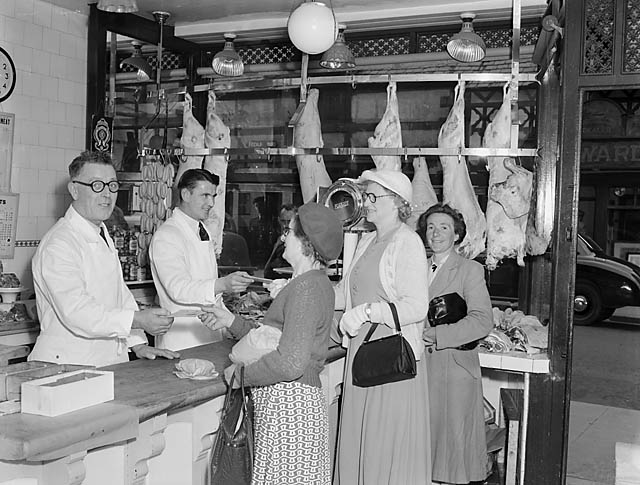
Rozdělování dávek na konci druhé světové války, Oswestry
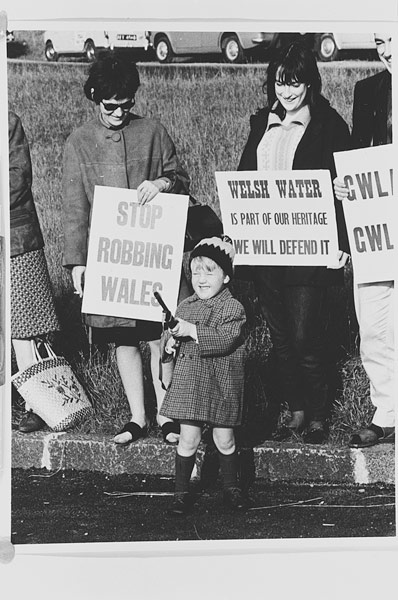
Protesty proti stavbě přehrady Llyn Celyn, 1965
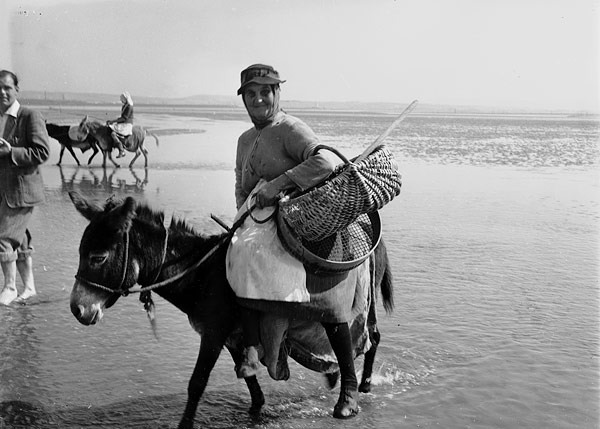
Žena sbírá srdcovky jedlé, Penclawdd, 1951
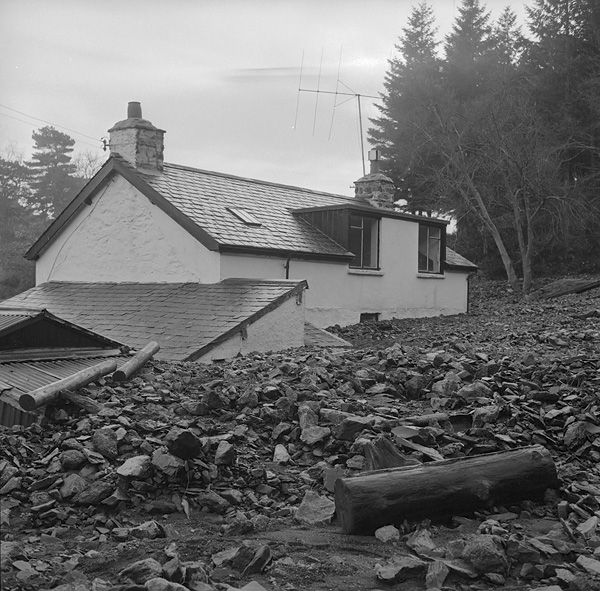
Záplavy v Llanrwstu po protržení hráze ve starém olověném dole, leden 1965
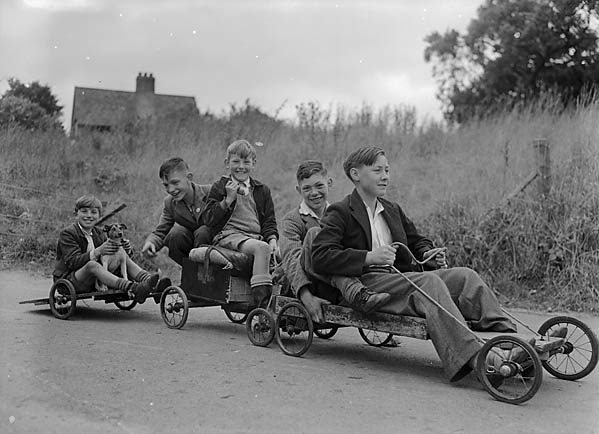
Závodníci na motokárách, Longden Bay, 1953
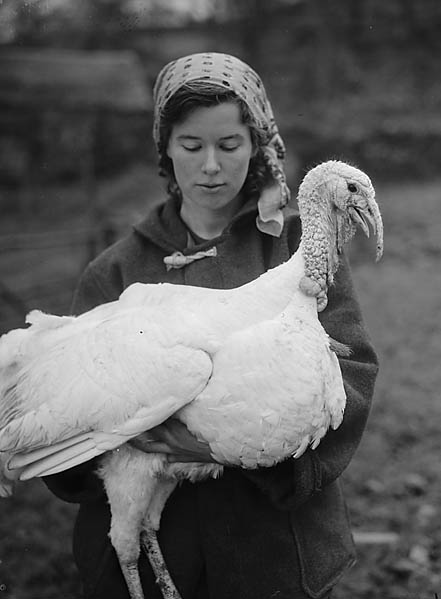
Slečna Councell s krůtou na její horské farmě poblíž Rhydymainu, 1952
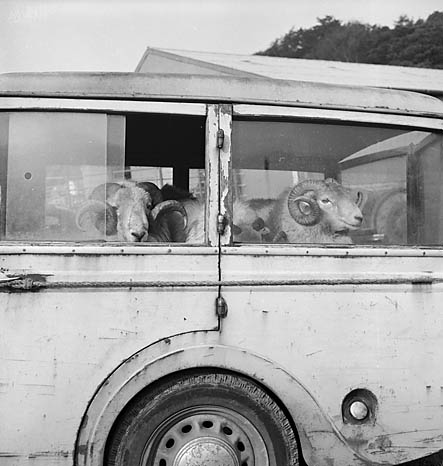
10. výroční prodej horských beranů v Dolgellau, 1953
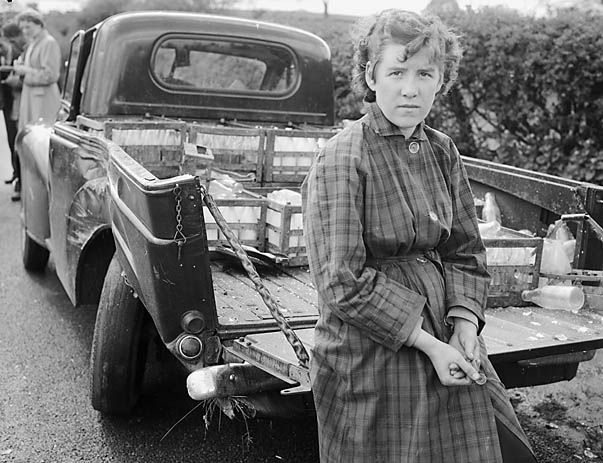
Nehoda nákladního automobilu s mlékem v Chirku, 1955
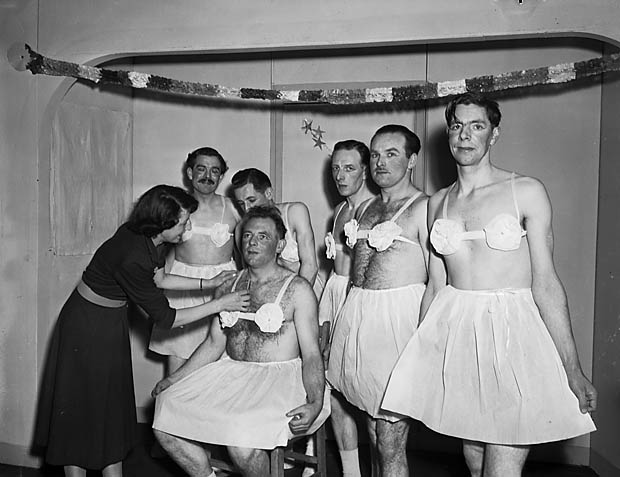
„Baletní tanečníci“ ze Sentinelu, Shrewsbury
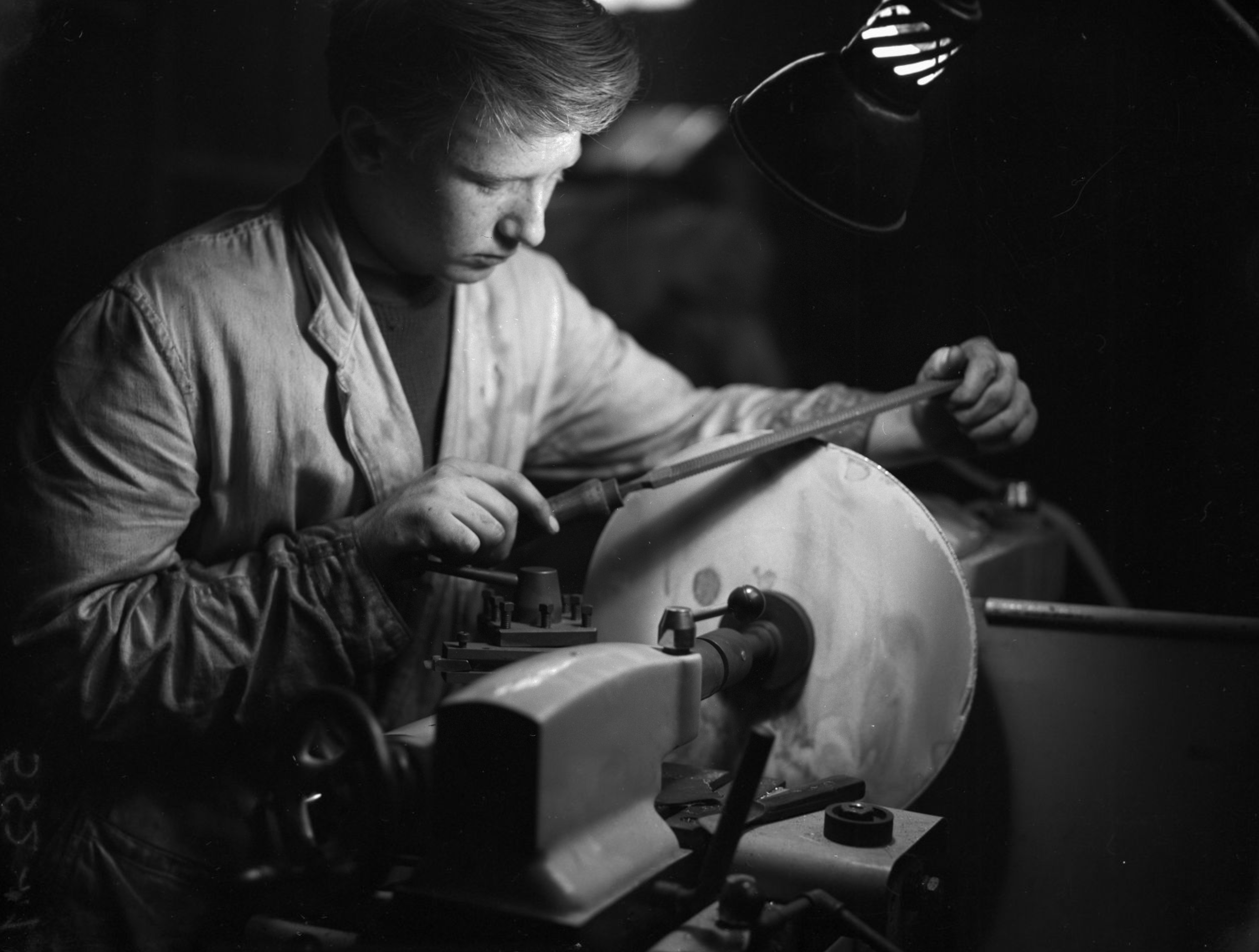
Řemeslník ve firmě Qualiton Records, Pontardawe, 1959
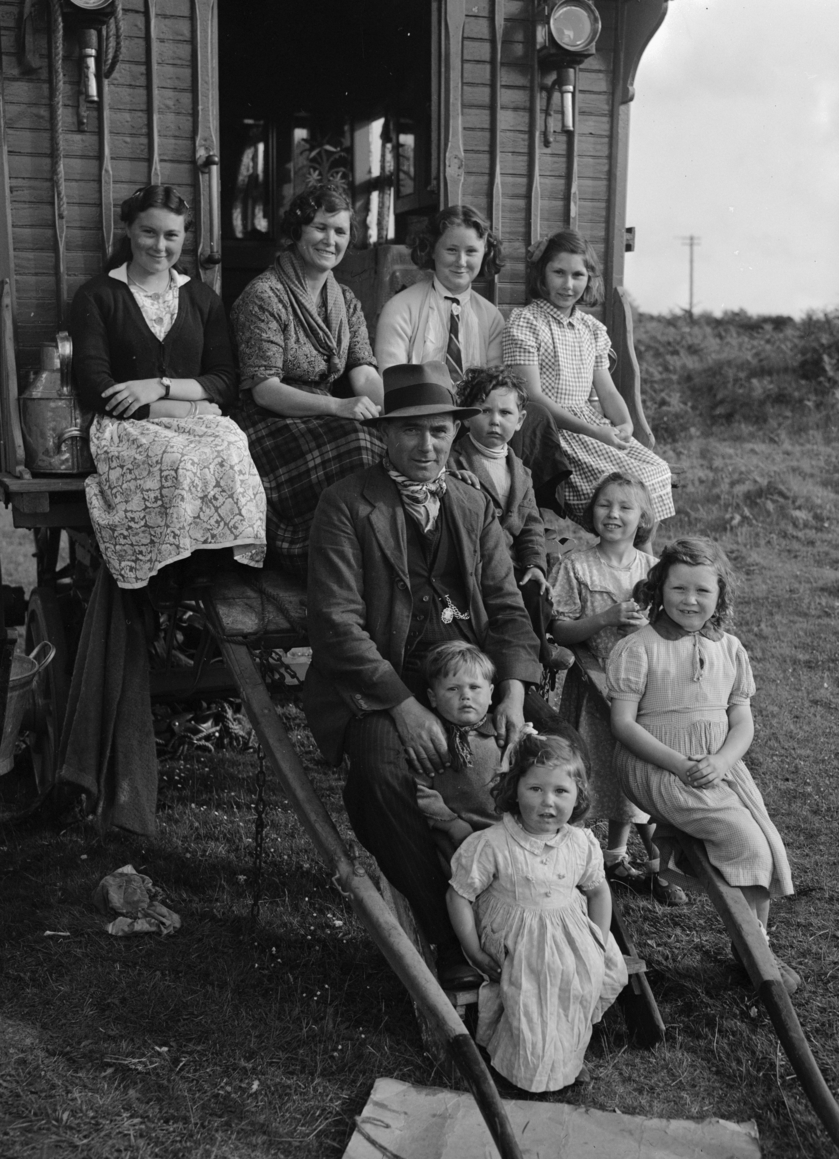
Cikánská rodina, 1951
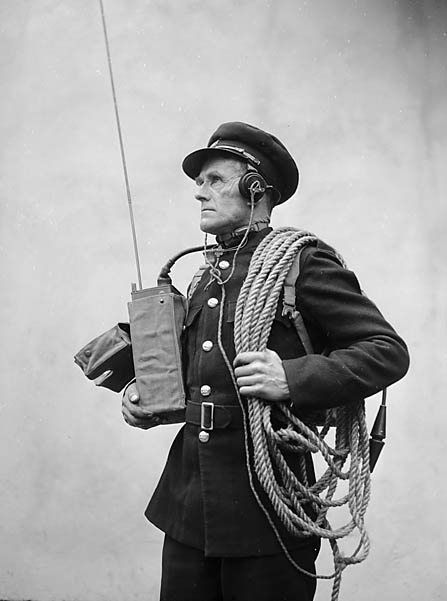
Člen horského záchranného týmu
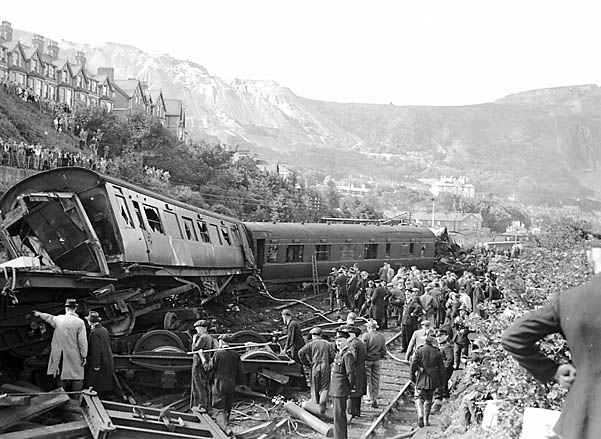
Důsledky srážky vlaku Penmaenmawr, září 1950
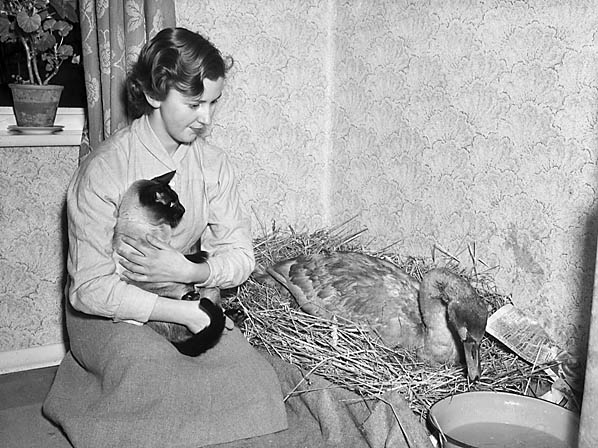
Anne Adams s nemocnou labutí, Newtown, 1953
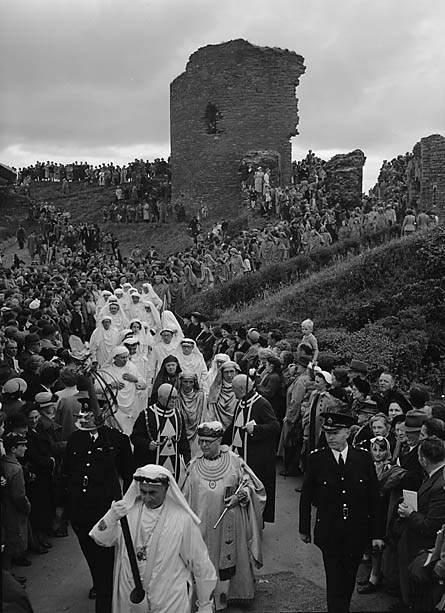
National Eisteddfod je největší a nejstarší oslavou velšské kultury, která je v Evropě jedinečná, protože každý rok navštěvuje jinou oblast Walesu. Eisteddfod doslovně znamená sezení (eistedd = sedět), snad odkaz na ručně vyřezávanou židli, která se tradičně uděluje nejlepšímu básníkovi v ceremonii „The Crowning of the Bard“.
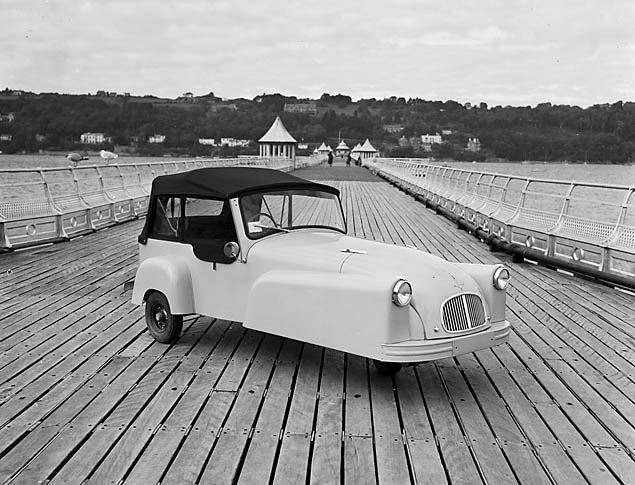
Profi'r Bond Minicar, test vozu, 1954